# Hans Eisele
Pour les articles homonymes, voir Eisele.
Hans Kurt Eisele, né le 13 mars 1913 à Donaueschingen dans l'Empire allemand et mort le 3 mai 1967 au Caire en Égypte, est un SS-Hauptsturmführer allemand et médecin de camp de concentration.

## Biographie

### Jeunesse
Fils de peintre d’église, Eisele est issu d’un milieu modeste. La situation de la famille s'aggrave considérablement en raison de l'inflation monétaire au cours des années vingt. Après avoir fréquenté le lycée de Donaueschingen, il étudie la médecine à Fribourg en 1931. En 1933, il adhère au Parti national-socialiste des travailleurs allemands (numéro de membre 3 125 695) et à la SS (numéro de membre 237 421). Il est marié et a trois enfants.

### Seconde Guerre mondiale
En janvier 1940, Eisele rejoint la Waffen-SS, où il est d'abord transféré au camp de concentration de Sachsenhausen en tant que médecin. En raison de son bon comportement envers les détenus, dont certains épuisés seront pris en charge par Eisele, il est surnommé « L'Ange ». Il passe ensuite une brève période au camp de concentration de Mauthausen. De février à août 1941, Eisele travaille dans le camp de concentration de Buchenwald. C'est là que son comportement change du tout au tout. Dorénavant surnommé « Le Boucher », il sert comme médecin du camp au cours duquel il assassine au moins 200 Juifs souffrant de tuberculose. Il pratique également des opérations chirurgicales expérimentales, parfois sans anesthésie et/ou menant à la mort, accompagnés de maltraitance ou de torture. Après avoir été transféré au camp de concentration de Natzweiler, il rejoint l'hôpital SS de Prague en juin 1942. Il est ensuite transféré à la division SS Das Reich sur le front de l'Est pour effectuer son service militaire. En février 1945, il rejoint au camp de concentration de Dachau, où il sert sous les ordres du premier médecin du camp Fritz Hintermayer (de). Il est arrêté par les forces américaines en avril 1945.

### Procès et condamnations

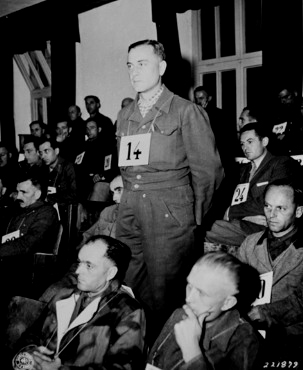
Hans Eisele suivant l'énoncé des chefs d'accusation dont il fit l'objet le 17 novembre 1945 lors du procès de Dachau.

Le 13 décembre 1945, Eisele et 39 autres personnes sont jugées lors du procès de Dachau pour les atrocités commises dans le camp. Eisele est reconnu coupable de complicité dans trois exécutions, pour lesquelles il avait délivré les certificats de décès par la suite, et condamné à mort. Cependant, après un examen obligatoire de son dossier et de celui de ses coaccusés, sa condamnation est l'une des 8 sur 36 réduites en peine de prison en appel. L'armée ne put prouver les crimes individuels commis par Eisele sur les prisonniers ; de plus, les soins médicaux sous sa responsabilité s'étaient quelque peu améliorés et il n'avait passé qu'une courte période à Dachau.
Le 11 avril 1947, Eisele est de nouveau jugé lors du procès de Buchenwald. Il est reconnu coupable et condamné à nouveau à mort pour complicité de meurtre et d'expérimentation humaine présumée. Cependant, sa condamnation « bancale » et non impartiale (à l'époque, une grande partie de ses actes n'étaient pas connues des juges militaires) fit l'objet d'une demande de conversion par quatre d'entre eux en une peine de dix ans de prison, qui fut accordée.
Durant sa détention à la prison pour criminels de guerre de Landsberg, il rédige une longue défense intitulée Audiatur et altera pars dans laquelle il nie les allégations et se présente comme un chrétien convaincu, ayant choisi le métier de médecin « uniquement pour le bien des autres ». Ces dires sont contrecarrés par de nombreux témoins de ses crimes, principalement d’anciens prisonniers des camps de concentration ou d’anciens membres de la SS. Peu après sa réduction de peine, Eisele est libéré de prison le 26 février 1952.

### Fin de vie en Égypte
Après sa libération, il ouvre un cabinet médical à Munich. En 1958, au cours du procès de Martin Sommer, gardien à Buchenwald, de nouvelles accusations sont portées contre lui. L'assassinat d'au moins 200 Juifs et ses terribles expériences médicales sont mis au jour. Eisele prend la fuite en Égypte avec l'aide d'un groupe clandestin SS, où il s'installe sous le pseudonyme de Carl Debouche dans la banlieue chic du Caire, à Maadi,. En juillet 1958, il est arrêté par la police au Caire. Cependant, avant qu'il ne puisse être extradé, il disparaît de détention le mois suivant.
Eisele fréquenta les cercles d'anciens scientifiques nazis en Égypte, après une énième demande d'extradition allemande rejetée. Le Mossad tenta de l'éliminer avec une bombe postale le 25 septembre 1963. Explosée prématurément, elle tua un employé postal.
Eisele décède le 3 mai 1967 et est enterré dans un petit cimetière allemand, tombe n° 99,.